# Fecioara de Fier
Fecioara de Fier este un instrument de tortură care ar fi fost utilizat în Evul Mediu. El era compus dintr-o carcasă de lemn sau metal, care imita forma corporală a unei femei. Victima care era sortită morții era închisă în interior, corpul ei era străpuns prin orificiile existente de lame sau cuie de fier. Această metodă de tortură este considerată de unii istorici sau cronicari controversată. 